# 康正 (仏師)

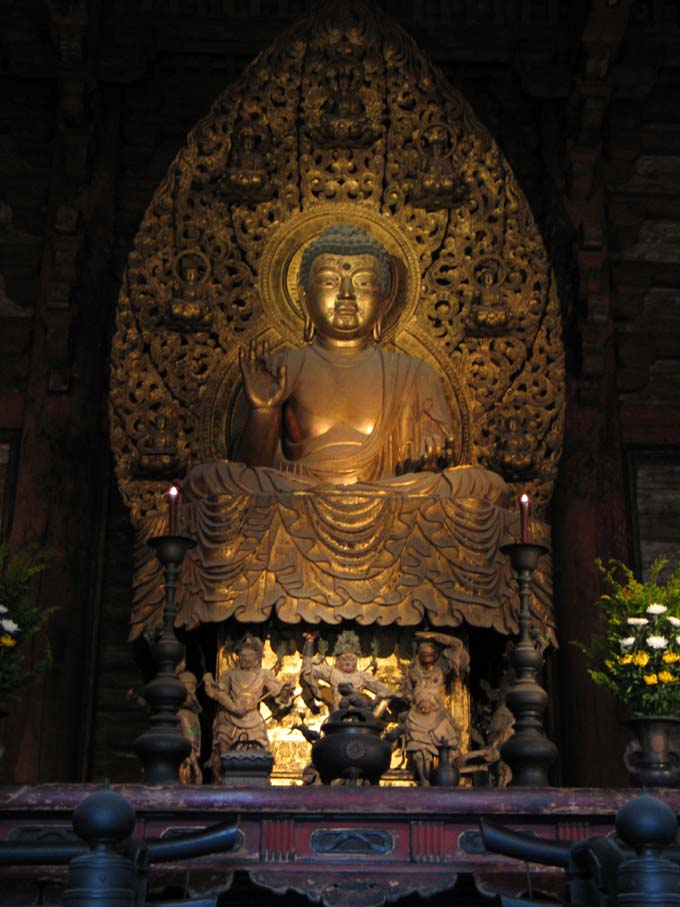
康正作の東寺金堂薬師如来像（薬師三尊のうち）（裳懸座の下に十二神将像の一部が見える）

康正（こうしょう、天文3年（1534年） - 元和7年1月10日（1621年3月3日））は、安土桃山時代から江戸時代初期にかけて活躍した仏師。七条仏所慶派21代。初め左京、のち民部卿を名乗る。大仏師大夫法印、東寺大仏師を務めるなど、この時代を代表する仏師である。

## 略歴
事績の初見は、1566年（永禄9年）4月に康理と共に行った、東寺鎮守八幡宮武内宿禰像修理である。その納入札に「大夫法眼康正」と記している。一方、「正親町天皇口宣案」（兵庫県立歴史博物館蔵（喜田文庫））では、翌々年の4月26日に法眼に叙されたと記されている。この2年のズレは、永禄9年の時点で法眼叙任の沙汰を得ており、口宣案を発給されたのが2年後だったと推測される。1577年（天正5年）7月、東寺大仏師職となる。1580年（天正8年）11月24日、法印となる（「正親町天皇口宣案」）。豊臣秀吉の命で七条仏所の地を時宗の金光寺に寄進、四条烏丸へ移転。晩年は、53歳でもうけた跡取り息子・康猶のために、東寺大仏師職や僧綱位叙任を急ぎ、康猶は14歳で大仏師職を得て流派を継承できた。

## 作品
- 「阿弥陀三尊立像」 浄国寺（大分県国東市） 1571年（元亀2年）4月
- 「薬師如来坐像」 醍醐寺（福知山市） 1571年（元亀2年）8月
- 「四仏坐像」 高野山金剛峯寺大塔 1598年（慶長3年）5月
- 「阿弥陀三尊像」妙法院龍華蔵 1598年（慶長3年）7月 元は禁裏八講の本尊
- 「薬師三尊像」「十二神将像」 東寺金堂 1603年（慶長8年）